# Distretto di Erfurt
Il distretto di Erfurt (in tedesco Bezirk Erfurt) era uno dei 14 distretti in cui era divisa la Repubblica Democratica Tedesca, esistito dal 1952 al 1990.
Il capoluogo era la città di Erfurt.

## Storia
Il distretto è stato istituito, con gli altri 13, il 25 luglio 1952, sostituendo i vecchi Stati tedeschi. Dopo il 3 ottobre 1990, è stato disallestito a causa della riunificazione tedesca, facendosi nuovamente parte dello Stato della Turingia.

## Geografia

### Localizzazione
Il distretto di Erfurt confinava con quelli di Magdeburgo, Halle, Gera e Suhl. Confinava anche con la Germania Ovest.

### Suddivisione amministrativa
Il distretto era diviso in 15 circondari (Kreise): 2 urbani (Stadtkreise) e 13 circondari rurali (Landkreise):
Circondari urbani: 
- Erfurt
- Weimar

Circondari rurali: 
- Apolda
- Arnstadt
- Eisenach
- Erfurt-Land
- Gotha
- Heiligenstadt
- Langensalza
- Mühlhausen
- Nordhausen
- Sömmerda
- Sondershausen
- Weimar-Land
- Worbis